# Dürbheim

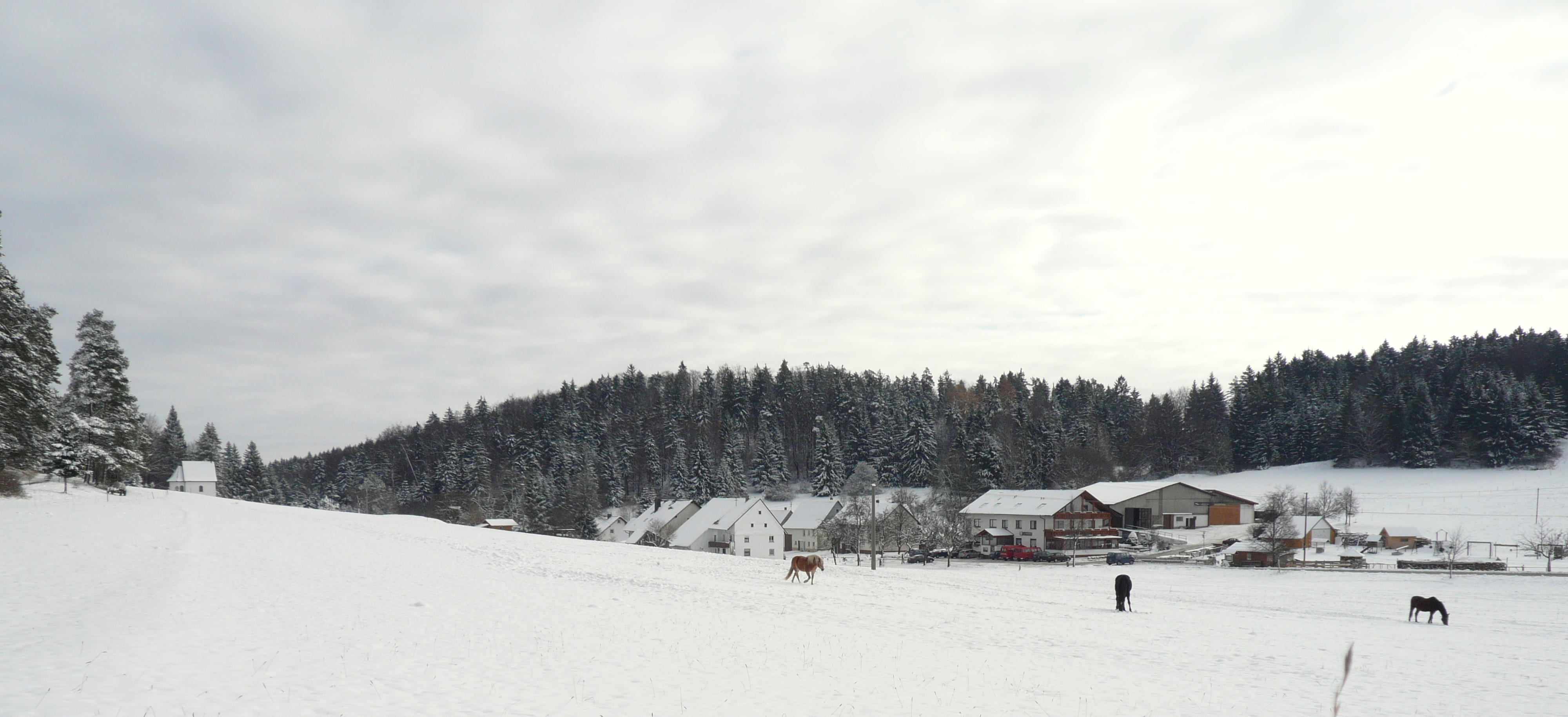
Der Ortsteil Risiberg im Winter

Dürbheim ist eine Gemeinde im Landkreis Tuttlingen in Baden-Württemberg, Deutschland.

## Geographie

### Geographische Lage
Dürbheim liegt am Fuß der Schwäbischen Alb in 677 bis 973 m ü. NHN, etwa neun Kilometer nördlich der Kreisstadt Tuttlingen. Im Osten von den Wäldern des Albtraufs umgeben, ziehen sich Neubaugebiete halbkreisförmig um den älteren Ortskern der industrialisierten Gemeinde. Der Weiler Risiberg auf der Albhochfläche gehört bereits zum Großen Heuberg. Die Gemeinde liegt auf der Europäischen Hauptwasserscheide Rhein-Donau. Dort befindet sich die Quelle des Faulenbachs, der über die Elta in die Donau fließt; gut einen Kilometer nördlich entspringt die Prim, die in Rottweil in den Neckar mündet.

### Nachbargemeinden
Die Gemeinde grenzt im Norden an Böttingen, im Osten an Mahlstetten, im Südosten an Mühlheim an der Donau und über den Stadtteil Nendingen an Tuttlingen, im Süden an Wurmlingen und Rietheim-Weilheim und im Nordwesten an Balgheim. Dabei berührt Dürbheim die Gemarkungen von Wurmlingen und Mühlheim nur an einem einzigen Punkt im Ursental.

### Gliederung
Zur Gemeinde Dürbheim gehören das Dorf Dürbheim und der Weiler Risiberg. Im Gemeindegebiet liegen die abgegangenen Burgen Burghalde und Wallenburg.

### Schutzgebiete, Naturdenkmäler
Im Westen von Dürbheim unmittelbar an der europäischen Wasserscheide liegt das Naturschutzgebiet Dürbheimer Moos, das Quellgebiet des Faulenbachs, ein Hochmoor mit einer außergewöhnlichen botanischen und zoologischen Vielfalt, das auch den Egelsee umfasst. Neben der moortypischen Pflanzengesellschaft lassen sich hier einige seltene Vogelarten beobachten.
Außerdem bestehen das Naturschutzgebiet Grasmutter sowie das Landschaftsschutzgebiet Dürbheimer Berg. Dürbheim hat zudem Anteil am FFH-Gebiet Großer Heuberg und Donautal sowie am Vogelschutzgebiet Südwestalb und Oberes Donautal. Darüber hinaus gehört Dürbheim zum Naturpark Obere Donau.

## Geschichte

### Vom Mittelalter bis zur Mediatisierung Vorderösterreichs
Dürbheim wurde im Jahre 786 erstmals im Zusammenhang mit Besitztümern des Klosters St. Gallen urkundlich erwähnt. Ein kürzlich aufgefundener kleiner Begräbnisplatz, der zu einem Einzelhof eines Adligen gehörte, und Spuren einer kleinen Holzkirche aus der Zeit um 700 weisen auf eine frühere Besiedlung hin. Die Ruine Burghalde Dürbheim liegt auf der Gemarkung. Während der Zeit der Stammesherzogtümer lag der Ort im Herzogtum Schwaben. Nach der Auflösung des Stammesherzogtums gehörte der Ort zum Gebiet der Grafen von Hohenberg. Als Teil der oberen Grafschaft Hohenberg verblieb das Dorf bei Vorderösterreich, ehe es 1805 im Zuge der Mediatisierung württembergisch wurde.

### Seit der Zugehörigkeit zu Württemberg
Im Königreich Württemberg war der Ort dem Oberamt Spaichingen zugeordnet. Bei der Gebietsreform 1938 gelangte der Ort zum Landkreis Tuttlingen. Im Jahre 1945 wurde die Gemeinde ein Teil der Französischen Besatzungszone und kam somit zum Nachkriegsland Württemberg-Hohenzollern, welches 1952 im Bundesland Baden-Württemberg aufging.

### Religion
Dürbheim blieb als früherer Bestandteil Vorderösterreichs stets katholisch. Die katholische Kirchengemeinde St. Peter und Paul mit der 1763 erbauten Pfarrkirche ist derzeit Bestandteil der Seelsorgeeinheit Am Dreifaltigkeitsberg im Dekanat Tuttlingen-Spaichingen.

## Politik

### Gemeinderat
Der Gemeinderat in Dürbheim hat 10 Mitglieder. Er besteht aus den ehrenamtlichen Gemeinderäten und der Bürgermeisterin als Vorsitzende. Die Bürgermeisterin ist im Gemeinderat stimmberechtigt. Bei der Kommunalwahl am 9. Juni 2024 wurde der Gemeinderat durch Mehrheitswahl gewählt. Mehrheitswahl findet statt, wenn kein oder nur ein Wahlvorschlag eingereicht wurde. Die Bewerber mit den höchsten Stimmenzahlen sind dann gewählt. Die Wahlbeteiligung betrug 68,84 % 

### Bürgermeister
- 1962–2004 Horst Fechter (1936–2015, CDU), zugleich Bürgermeister von Balgheim 1967–2004[6]
- 2004–2014: Alfred Pradel[7]
- 2014–2022: Andreas Häse (parteilos)[8], war bereits seit Dezember 2013 Amtsverweser an Stelle des krankgeschriebenen Alfred Pradel[9]
- seit 15. August 2022: Heike Burgbacher (parteilos)[10]

### Verwaltungsgemeinschaft
Die Gemeinde ist Mitglied der Vereinbarten Verwaltungsgemeinschaft der Stadt Spaichingen.

### Wappen
| | Blasonierung: „In Silber (Weiß) ein springender roter Hirsch.“ |
| Wappenbegründung: Das zuerst 1930 und zuletzt am 20. September 1967 verliehene Wappen ist abgeleitet von einem Siegel, der den Hirsch zeigte. Der Wappenentwurf war mit der Archivdirektion Stuttgart vereinbart worden. Die Farben Rot und Silber beziehen sich auf die früheren Herrschaften Grafschaft Hohenberg und Österreich. |                                                                |

### Banner und Flagge
|  | 00Banner: „Das Banner ist rot-weiß längsgestreift mit dem aufgelegten Wappen oberhalb der Mitte.“ |
|  | 00Hissflagge: „Die Flagge ist rot-weiß quergestreift mit dem Wappen in der Mitte.“                |

### Partnerschaften
Seit dem Dorffest im Jahre 2006 sind Dürbheim und Fertőd Partnergemeinden.

## Wirtschaft und Infrastruktur
Dürbheim liegt im Gebiet des Verkehrsverbunds Schwarzwald-Baar-Heuberg. Regelmäßige Busverbindungen bestehen nach Spaichingen und Tuttlingen.

## Kultur und Sehenswürdigkeiten
Dürbheim liegt an der Schwäbischen Albstraße, die an vielen Sehenswürdigkeiten vorbeiführt. Die Kommune ist dem Tourismusverband „Donaubergland“ angeschlossen.

### Kirchengebäude

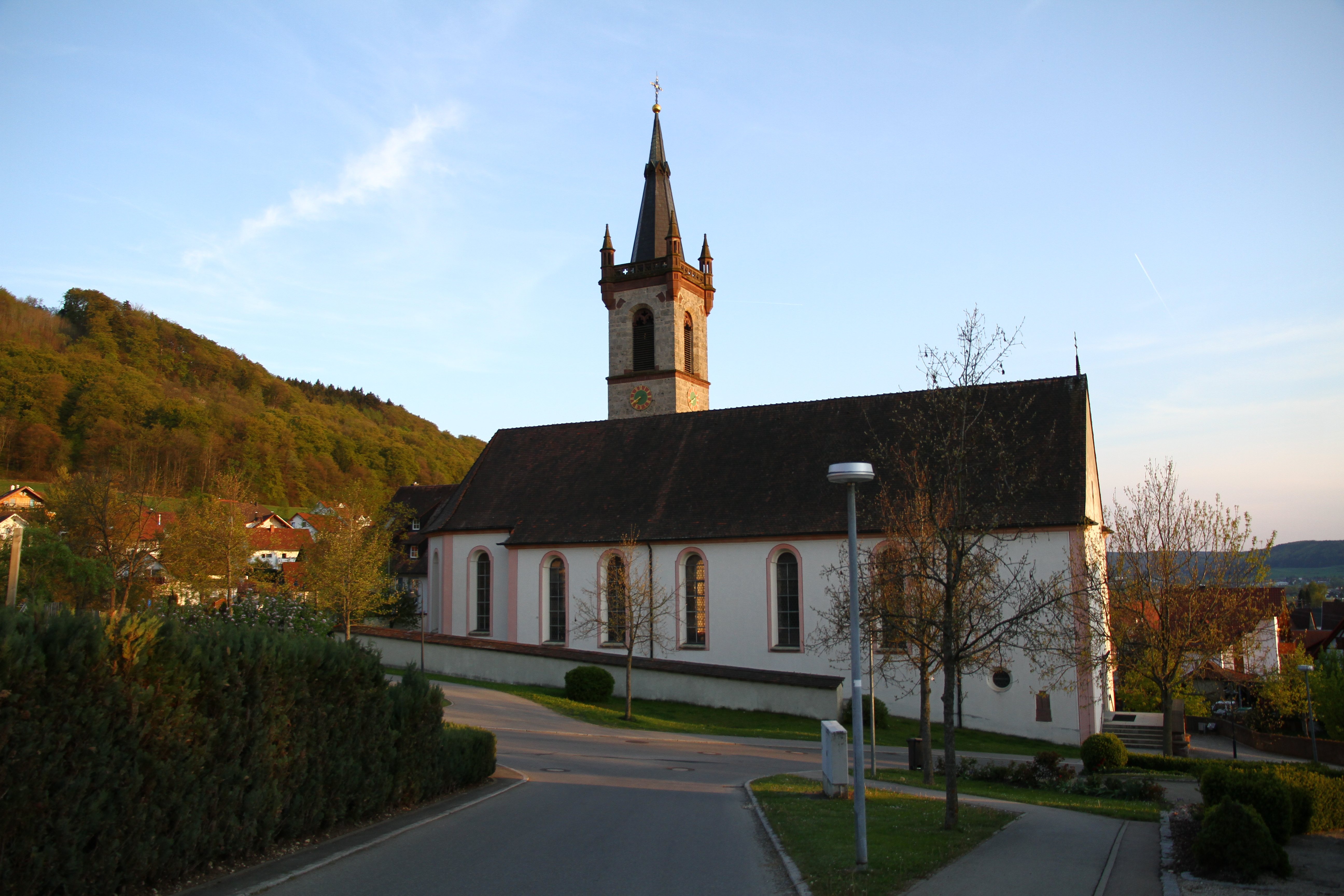
St. Peter und Paul

Die Pfarrkirche St. Peter und Paul wurde 1763 als Saalkirche im Stil des Rokoko erbaut. Die oberen Geschosse des Kirchturms wurden 1862/63 neugotisch umgebaut.

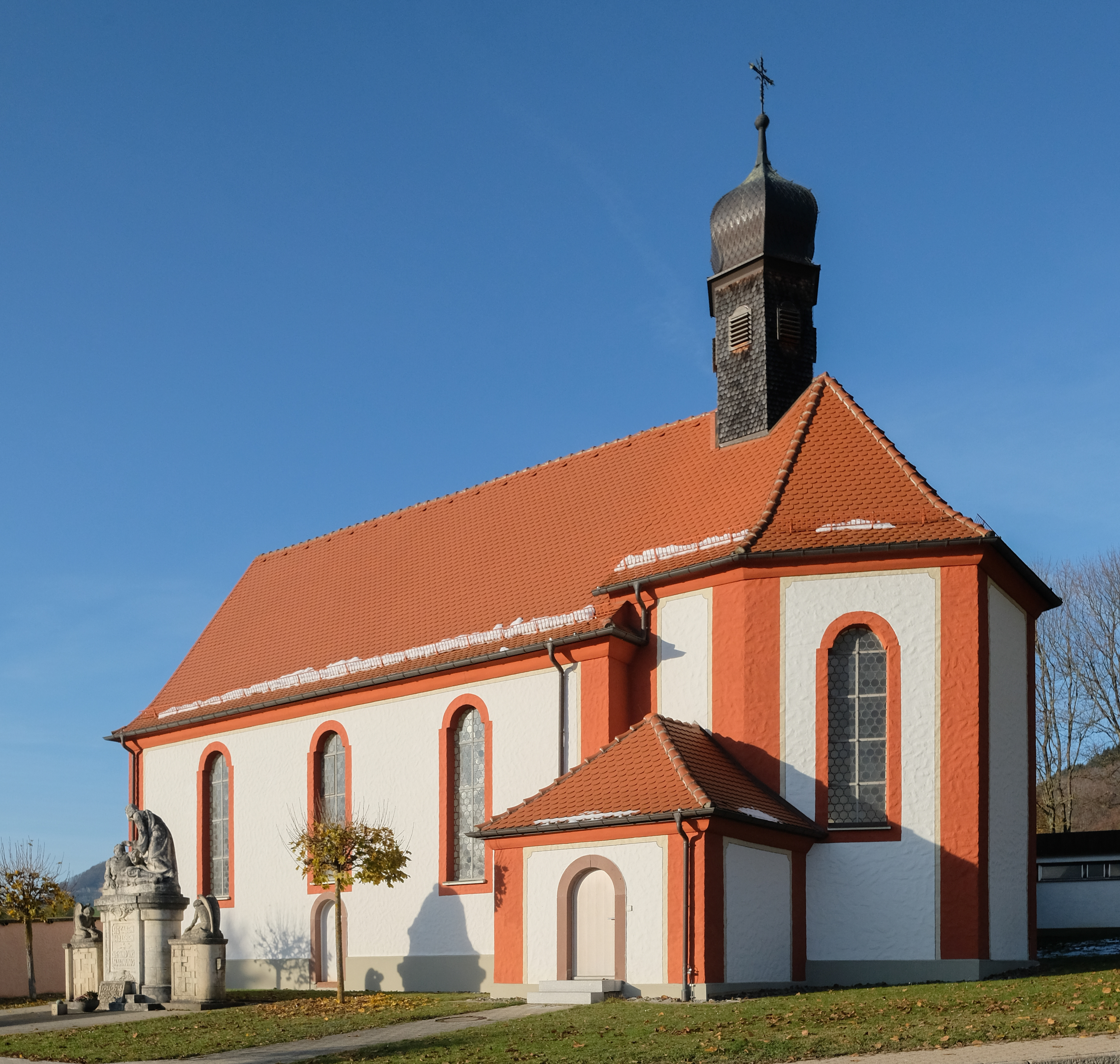
Friedhofskapelle St. Cosmas und Damian

Die Friedhofskapelle St. Cosmas und Damian wurde 1773 erbaut und 1803 geweiht. Seit 1847 ist ein Friedhof der Kapelle angegliedert, in dessen Umfriedung die Kapelle miteinbezogen ist. 1965 erfolgte eine Renovierung der Kapelle, 2008 wurde das Dachtragwerk repariert und die Eindeckung erneuert. 2012 fand eine Restaurierung des Innenraums statt.
Die Marienkapelle auf dem Risiberg wurde 1975/76 unter der Leitung von Franz Dreher von den dortigen Familien erbaut. Sie orientiert sich architektonisch an der Schönstatt-Kapelle in Vallendar und liegt malerisch am Waldrand nördlich des Weilers. Die Kapelle beherbergt unter anderem ein Gnadenbild Mater ter admirabilis, Betonglasfenster von Albert Birkle sowie eine barocke Statue des Erzengels Michael aus Schenna.

### Sportverein
Der Sportverein Dürbheim besteht aus mehreren Abteilungen. Am erfolgreichsten ist bisher die Abteilung Ringen. Die Dürbheimer Ringer schafften in der Saison 2008/2009 den Aufstieg in die Landesliga Württemberg. Daraufhin folgte in der Saison 2009/2010 mit der Vizemeisterschaft in der Landesliga der „Durchmarsch“ in die Verbandsliga Württemberg. Die Vizemeisterschaft in der Saison 2014/15 sorgte für den Aufstieg in die Oberliga.

### Tischtennis- und Freizeitclub
Weiterhin verfügt die Gemeinde Dürbheim über einen Tischtennis- und Freizeitclub.
Dieser bietet neben dem Training und Spielbetrieb für Erwachsene und Jugendliche auch ein umfassendes Freizeitprogramm.

## Persönlichkeiten
- Der berühmteste Sohn Dürbheims war Bischof Johann I. (1265–1328) von Dirpheim, der um 1300 Hofsekretär und Kanzler am Hofe des Königs Albrecht I. war und 1305 zum Bischof geweiht wurde. Als Bischof von Straßburg (1306–1328) förderte er maßgeblich den Bau des dortigen Münsters.[13]
- Bernd Glemser (* 1962), Pianist und Hochschullehrer